# Scuderia Serenissima
La Scuderia Serenissima (également engagée sous le nom Scuderia SSS Republica di Venezia) est une ancienne écurie de course automobile fondée par Giovanni Volpi pour engager ses voitures privées en Formule 1 et dans les courses de voitures de sport dans les années 1960.
Serenissima utilisait des Ferrari jusqu'à ce que Giovanni Volpi injecte des fonds dans la nouvelle société  Automobili Turismo e Sport fondée par Carlo Chiti et Romolo Tavoni, des anciens de Ferrari. Après la faillite d'Automobili Turismo e Sport, Enzo Ferrari, rancunier, ne voulant plus vendre de voiture à Volpi, Serenissima s'est tournée vers De Tomaso et Maserati avant de cesser tout engagement en compétition en 1970.

## Formule 1

### Les débuts en 1961
La Scuderia Serenissima s'engage en championnat du monde de Formule 1 en 1961 avec une Cooper T51 pilotée par Maurice Trintignant. L'équipe fait ses débuts au Grand Prix de Monaco 1961 où Trintignant, qualifié en seizième position, se classe finalement septième. Au Grand Prix de Belgique, Trintignant se qualifie en fond de grille (vingtième), et abandonne après vingt-trois tours à la suite d'un bris de boîte de vitesses.
Au Grand Prix de France de 1961, Serenissima engage une seconde voiture pour épauler Trintignant. Giorgio Scarlatti, au volant d'une De Tomaso-O.S.C.A., pour sa dernière course en championnat du monde, se qualifie en vingt-sixième et dernière position et abandonne après quinze tours sur casse moteur. Maurice Trintignant, sur sa Cooper, se qualifie en vingt-troisième place et termine treizième. Au Grand Prix d'Allemagne, Maurice Trintignant abandonne au douzième tour après une casse de son moteur Maserati. En Italie, pour son Grand Prix national, la Scuderia Serenissima inscrit à nouveau deux voitures, Nino Vaccarella succédant à Scarlatti sur la De Tomaso de réserve. Trintignant, qualifié vingt-deuxième, se classe neuvième de l'épreuve et Vaccarella, qualifié vingtième, abandonne au treizième tour sur casse moteur.

### Deuxième saison en 1962
En 1962, l'équipe s'engage sous la dénomination « Scuderia Republica di Venezia ». Nino Vaccarella est au volant d'une Lotus 18/21-Climax qu'il ne parvient pas à qualifier pour le Grand Prix de Monaco. Au Grand Prix de France, Carlo Abate le remplace mais l'équipe renonce finalement à s'engager. L'équipe fait son retour à l'occasion du Grand Prix d'Allemagne où Carlo Abate doit disposer de la Lotus et Nino Vaccarella d'une Porsche 718. Finalement, seul Vaccarella, sur Lotus 24, est engagé. Il se qualifie en quinzième position et termine quinzième. La Serenissima dispute son dernier Grand Prix en championnat du monde en Italie. Vaccarella se qualifie en quatorzième place et termine neuvième de la course.

### Retour comme motoriste en 1966
En 1966, pour sa première saison en Formule 1, McLaren fait ses débuts avec un moteur V8 Ford de 4 200 cm3 issu des épreuves américaines et à la cylindrée rabaissée aux 3 000 cm3 réglementaires. Dès son second Grand Prix, en Belgique, une des deux monoplaces reçoit un bloc V8 Serenissima qui n'est autre qu'un moteur Automobili Turismo e Sport rebadgé, le Comte Volpi ayant des actions dans les deux sociétés. À l'issue de la saison, McLaren inscrit deux points avec le moteur Ford et un point avec le Serenissima quand Bruce McLaren se classe sixième du Grande-Bretagne.

## Voiture de sport

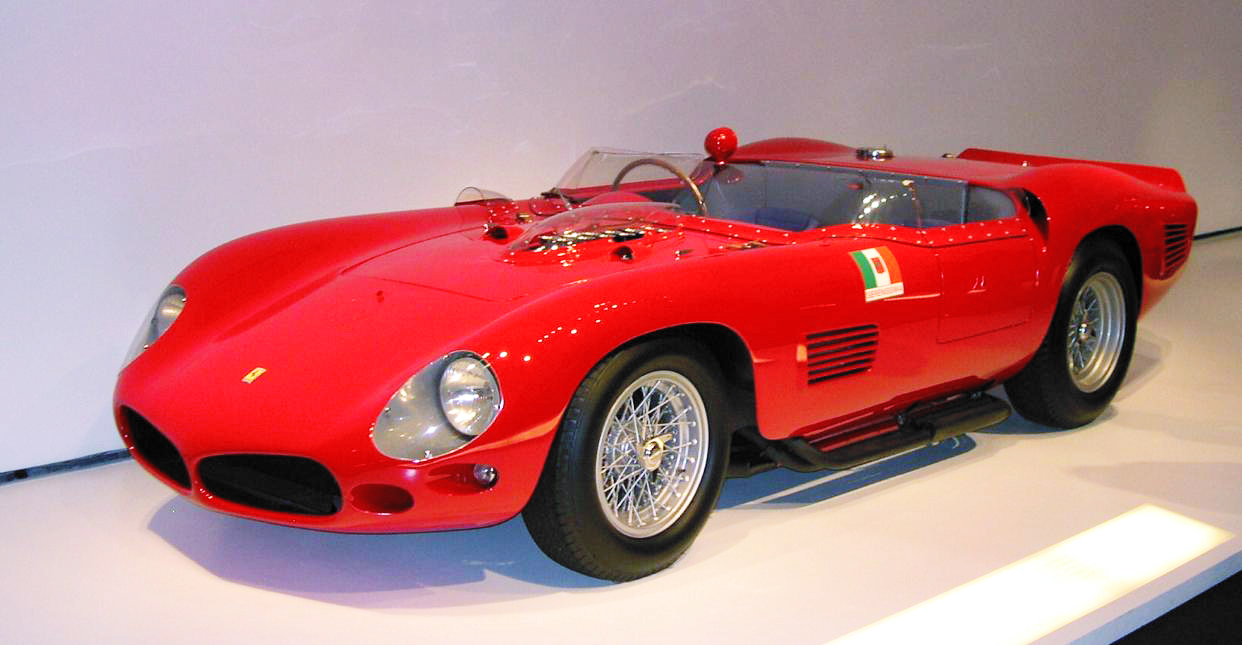
1961 Ferrari 250 TR modifiée par Giotto Bizzarrini pour la Scuderia Serenissima.

En 1965, le comte Volpi développe sa propre voiture, la Serenissima 308 Jet Competizione. Elle dispose d'un moteur V8 de 2 996 cm3 conçu par Alberto Massimino et une carrosserie fermée dessinée par Francesco Salomone et fabriquée par GranSport. Une version ultérieure ouverte a été construite par Fantuzzi.

## Résultats en championnat du monde de Formule 1
| Saison | Écurie                        | Châssis                          | Moteur                                               | Pneus  | Pilotes                                               | Grands Prix disputés | Points inscrits | Classement |
| ------ | ----------------------------- | -------------------------------- | ---------------------------------------------------- | ------ | ----------------------------------------------------- | -------------------- | --------------- | ---------- |
| 1961   | Scuderia Serenissima          | Cooper T51 De Tomaso F1          | Maserati 4 en ligne O.S.C.A. 4 en ligne              | Dunlop | Maurice Trintignant Giorgio Scarlatti Nino Vaccarella | 7                    | 0               | Non engagé |
| 1962   | Scuderia Republica di Venezia | Lotus 18/21 Lotus 24 Porsche 718 | Climax 4 en ligne Climax 4 en ligne Porsche 4 à plat | Dunlop | Nino Vaccarella Colin Davis                           | 2                    | 0               | Non engagé |